# 佩拉格婭·沙因
佩拉格婭·沙因（Пелагея Фёдоровна Шайн、1894年9月22日—1956年8月7日）是一位蘇聯天文學家，也是第一位發現小行星女天文學家，1928年，佩拉格婭·沙因在錫梅伊茲天文台發現小行星。
佩拉格亞·沙因也發現了許多變星，並與他人共同發現了木星族週期彗星沙因-沙爾達克彗星。她嫁給了著名的蘇聯天文學家格里戈里·阿布拉莫維奇·沙因。

## 發現
佩拉格亞·沙恩發現了19顆小行星和大約140顆變星。1949年，她也與他人共同發現沙因-沙爾達克彗星，這是一顆木星族週期彗星。然而，非週期彗星C/1925 F1（Shajn-Comas Solá；也稱為1925 VI 彗星或1925a彗星）是由她的丈夫格里戈里·阿布拉莫維奇·沙因發現。

## 榮譽
主帶小行星1190是由錫梅伊茲天文台工作的格利果利·N·諾伊明於1930年發現的，並以她的名字命名。此外，小行星1648也是以她和丈夫的名字命名，而月球沙因環形山則以她丈夫的名字命名。

## 延伸閱讀
- Мишланова Л. Самостоянье (Mishlanova L. Samostoyaniya): "Очерки о людях науки и культуры Пермского края. Пермь" (Essays of men on science and culture of Perm Krai). Пушка, 2006. 320 с.: ил., Из содерж.: Планета Пелагея (Planet Pelagia). С. 27-33.: фот.